# Коста д'Унгија-Унгија Сото (Пјаченца)
Коста д'Унгија-Унгија Сото је насеље у Италији у округу Пјаченца, региону Емилија-Ромања.
Према процени из 2011. у насељу је живело 29 становника. Насеље се налази на надморској висини од 617 м.